# Agastrophus crinitus
Agastrophus crinitus är en mångfotingart som beskrevs av Carl Graf Attems. Agastrophus crinitus ingår i släktet Agastrophus och familjen Glyphiulidae. Inga underarter finns listade i Catalogue of Life.